# دانشگاه چارلز داروین
دانشگاه چارلز داروین (CDU) یک دانشگاه دولتی در استرالیا است که در سال ۲۰۱۱ میزبان ۲۲٬۰۸۳ دانشجو بوده است. این دانشگاه در سال ۲۰۰۳با ادغام دانشگاه مناطق شمالی، مدرسه تحقیقات سلامت منزیس و کالج سنترالیان در ایالت قلمرو شمالی استرالیا تأسیس گردید. این دانشگاه به نام چارلز داروین زیست‌شناس مشهور انگلیسی نام گذاری شده است.
این دانشگاه در قلمرو شمالی، روح فراگیر، انعطاف‌پذیر و شجاع NT را در محوطه دانشگاه و محل‌های تحویل خود می‌پذیرید که ردپایی متنوع از شهرهای پایتخت داروین، بریزبن، ملبورن، و سیدنی تا مراکز منطقه‌ای آلیس اسپرینگز، پالمرستون و کاترین و مکان‌های دورافتاده در جابیرو، تننت کریک و یولارا، و در کشور - در اجتماع، با جامعه است.
این دانشگاه دارای چند دانشکده است که دو بخش دارد. این دانشکده‌ها تخصص تدریس مجازی و آنلاین و فعالیت‌های تحقیقاتی را دارد.
دانشگاه اکنون برنامه راهبردی جدیدی را در دست اجرا دارد که توسعه دانشگاه را طی پنج سال آینده هدایت خواهد کرد. این یک نقشه راه بسیار واضح برای ساختن دانشگاهی بزرگتر، بهتر و قوی تر، ارزش گذاری و توانمندسازی افراد برای ایجاد تفاوت می‌دهد.
این دانشگاه متعهد است که سهم قابل توجهی در پایداری اجتماعی، اقتصادی و زیست‌محیطی NT در شمال استرالیا داشته باشد و تخصص خود را در سطح ملی و جهانی صادر کند.

## رتبه‌بندی
بر اساس رتبه‌بندی دانشگاه‌های جهان در آموزش عالی توسط موسسهٔ تایمز در سال ۲۰۱۹، دانشگاه چارلز داروین در میان ۶۰۰ دانشگاه برتر جهان و ۳۱مین دانشگاه استرالیا می‌باشد، در حالی که براساس نظامِ رتبه‌بندی QS در سال ۲۰۱۹، این دانشگاه در رتبه ای بین ۷۰۰–۶۵۱ دانشگاه‌های برتر دنیا قرار دارد.